# ستوبلینه
ستوبلینه صربی: Stubline) یک منطقهٔ مسکونی در صربستان است که در اوبرنوواتس واقع شده‌است. ستوبلینه ۱۹٫۶۹ کیلومتر مربع مساحت و ۳٬۰۱۶ نفر جمعیت دارد و ۸۹ متر بالاتر از سطح دریا واقع شده‌است.